# Землянинът
„Землянинът“ (на английски: The Man from Earth) е американски научнофантастичен филм от 2007 година на режисьора Ричард Шенкман по сценарий на Джеръм Биксби.
В центъра на сюжета е преподавател в американско висше училище, който разкрива през група свои колеги от различни специалности, че всъщност е кроманьонец на 14 хиляди години, който по някаква причина не умира от естествена смърт. Главните роли се изпълняват от Дейвид Лий Смит, Ричард Рийли, Тони Тод, Аника Питърсън, Джон Билингсли.